# Strzechwa bezząb
Strzechwa bezząb (Grimmia anodon Bruch & Schimp.) – gatunek mchu należący do rodziny strzechwowatych (Grimmiaceae). Występuje w Europie, Azji, Kanadzie, USA, północno-wschodnim Meksyku, Boliwii, Chile i Maroku.

## Ochrona
Roślina objęta jest w Polsce częściową ochroną gatunkową na podstawie Rozporządzenia Ministra Środowiska z dnia 9 października 2014 w sprawie ochrony gatunkowej roślin. W latach 2004–2014 podlegała ochronie ścisłej.